# Świat oszalał
World Gone Wild, w Polsce znany także pod tytułami Świat oszalał i Zdziczały świat (tytuł polskiego dystrybutora) – postapokaliptyczny amerykański film fabularny z 1988 roku.
Film został zrealizowany przy niskim budżecie, a zyski w dystrybucji w Stanach Zjednoczonych wynosiły 307 000 dolarów.

## Fabuła
Zniszczona przez wojnę nuklearną Ziemi w roku 2087. Woda jest tak samo cenna, jak życie. Wyizolowana Lost Wells przetrwała Holocaust, a mieszkańcy strzegą źródła ich istnienia. Teraz zły kult renegatów chce kontrolować ich cenną wodę. A wieśniacy nie są w stanie sprostać tak brutalnej sile militarnej. Tylko jeden człowiek może pomóc społeczności dotkniętej katastrofą - najemnik mieszkający w odległym mieście. Ale nawet on i jego dziwni poplecznicy mogą nie być w stanie przetrwać.

## Obsada
- Michael Paré - George Landon
- Bruce Dern - Ethan
- Catherine Mary Stewart - Angie
- Adam Ant - Derek Abernathy
- Anthony James - Ten Watt
- Rick Podell  - Exline
- Julius Carry - Nitro
- Alan Autry - Hank
- Mindy McEnnan - Kate
- Bryan J. Thompson - Matthew
- Nancy Parsons - ofiara gwałtu